# William Jackson Harper

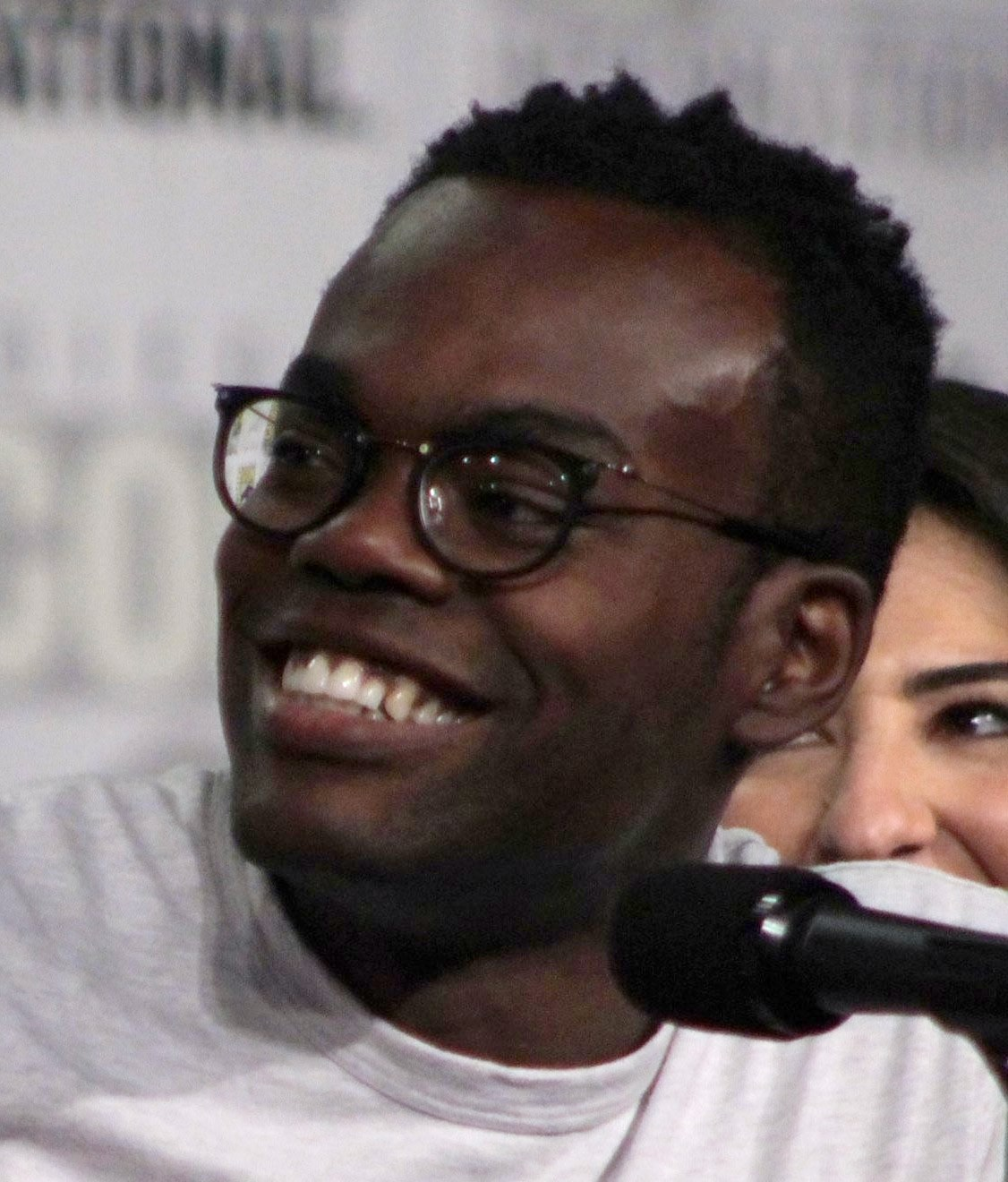
William Jackson Harper

William Fitzgerald Harper, bekannt als William Jackson Harper (* 8. Februar 1980 in Dallas, Texas) ist ein US-amerikanischer Schauspieler.

## Leben und Ausbildung
William Fitzgerald Harper wurde am 8. Februar 1980 in Dallas, Texas geboren. 2003 absolvierte er seinen Abschluss in Darstellender Kunst an der Santa Fe University of Art and Design. Später änderte er seinen Namen für Auftritte in den Künstlernamen William Jackson Harper um. Er gab an, den Mädchennamen seiner Mutter in die Mitte seines Künstlernamens genommen zu haben und so die Möglichkeit zu haben, beide Elternteile ehren zu können.

## Karriere
Nach seinem Studium spielte er in mehreren kleinen Rollen mit und hatte 2007 seinen ersten Auftritt in Law & Order: Criminal Intent als Chayne Danforth. Zwischen 2009 und 2011 hatte er seine erste Hauptrolle in der Kinderserie The Electric Company. Seinen ersten Broadway-Auftritt hatte Harper im Jahr 2014 als James Harrison und Stokely Carmichael in dem Stück All The Way.
Von 2016 bis 2020 verkörperte er die Hauptrolle Chidi Anagonye in der Serie The Good Place. Bevor er die Rolle bekam, überlegte er, mit dem Schauspielern aufzuhören. Obwohl er anfangs nicht genau wusste, worum es in der Serie eigentlich ging, erhielt er für seinen Auftritt weitgehend positive Kritiken.

## Filmografie (Auswahl)

### Filme
- 2010: All Beauty Must Die
- 2012: That’s What She Said
- 2015: True Story – Spiel um Macht (True Story)
- 2016: Paterson
- 2018: The Man in the Woods
- 2018: Los Holiday als Mark
- 2019: Midsommar
- 2019: Vergiftete Wahrheit (Dark Waters)
- 2020: David (Kurzfilm)
- 2021: We Broke Up
- 2023: Landscape with Invisible Hand
- 2023: Ant-Man and the Wasp: Quantumania

### Fernsehen
- 2007: Law & Order: Criminal Intent
- 2009: Great Performances
- 2009: Mercy
- 2009–2013: The Electric Company
- 2010: Law & Order
- 2011: 30 Rock
- 2013: Unforgettable
- 2014: High Maintenance
- 2015: Person of Interest
- 2015: The Blacklist
- 2016–2020: The Good Place
- 2017: Deadbeat
- 2017: The Breaks
- 2024: Ein ganzer Kerl (A Man in Full, Fernsehserie, 6 Episoden)

### Bühnenauftritte
Neben seiner Präsenz in Film und Fernsehen hatte er ebenfalls Auftritte in den Bühnenstücken wie Ruined und An Octoroon.